# Demain t'appartient (chanson)
Demain t'appartient est un single de l’artiste reggae ivoirien Alpha Blondy avec Lester Bilal, extrait de son album Jah Victory, sorti le 22 octobre 2007. La chanson est écrite par Michel Bampély, Francis Vehgueu et produite par Tyrone Downie,. 

## Genèse
L’artiste Alpha Blondy avait annoncé qu’il ne publierait pas de nouvel album tant que la Côte d’Ivoire serait en guerre. Quelques mois après la signature des accords de Ouagadougou, qui ont permis de rétablir la paix dans le pays, il met fin à cinq années de silence discographique avec ce projet. Le single Demain t'appartient extrait de l'album Jah Victory marque le retour du chanteur sur le devant de la scène reggae, confirmant son statut de figure majeure du genre à l’échelle africaine et internationale. Le disque se distingue par des textes engagés, des messages d’espoir et des sonorités alliant tradition reggae et influences africaines.

## Description
Le rappeur ivoirien Lester Bilal, installé en région parisienne, est invité sur le titre  ainsi qu’à son concert au Zénith de Paris. Il prête sa voix au titre Demain t’appartient, hymne à l’espoir qui mêle les sonorités reggae d’Alpha Blondy au rap français.

« C’est avec Demain t’appartient et son refrain accrocheur, en duo avec le rappeur Lester Bilal, qu’Alpha part à la reconquête de son public francophone »

— Bertrand  Lavaine, journaliste, RFI.

## Paroles
Chaque parole est un chemin

Lorsqu'elle rend meilleur les hommes qu'on sera demain

Chacun porte au creux de ses mains 

Les clefs de ce monde qui ouvrent les portes des grands destins

Vas-y vise plus haut

Change ta vie

Demain t'appartient relève le défi

(paroles : Michel Bampély et Lester Bilal)

## Historique de sortie
| Pays         | Date            | Format               | Label        |
| ------------ | --------------- | -------------------- | ------------ |
| Afrique      | 22 octobre 2007 | Téléchargement légal | Alphalliance |
| Monde entier | 22 octobre 2007 | CD                   |              |